# John Baylon
John Baylon (ur. 6 listopada 1965) – filipiński judoka. Dwukrotny olimpijczyk. Zajął dwudzieste miejsce w Seulu 1988 i 22. w Barcelonie 1992. Walczył w wadze półśredniej.
Uczestnik mistrzostw świata w 1993, 1995 i 2010. Siódmy na igrzyskach azjatyckich w 2002. Brązowy medalista mistrzostw Azji w 1993. Triumfator igrzysk Azji Południowo-Wschodniej w 2001, 2003, 2005, 2007 i 2009; trzeci w 2011. Pierwszy na mistrzostwach południowo-wschodniej Azji w 2007 roku.

## Letnie Igrzyska Olimpijskie 1988
| Konkurencja | Eliminacje              | Klas. końcowa |
| Konkurencja | Przeciwnik I            | Miejsce       |
| ----------- | ----------------------- | ------------- |
| 78 kg       | Torsten Bréchôt (GDR) P | 20.           |

## Letnie Igrzyska Olimpijskie 1992
| Konkurencja | Eliminacje                 | Klas. końcowa |
| Konkurencja | Przeciwnik I               | Miejsce       |
| ----------- | -------------------------- | ------------- |
| 78 kg       | Krzysztof Kamiński (POL) P | 22.           |